# Jane Schumacher
Jane Schumacher (født 27. august 1988 i Tinglev) er en tidligere dansk håndboldspiller, der i sine sidste aktive år spillede for Silkeborg-Voel KFUM. Hun fik i 2013 debut på det danske kvindelandshold. Hun spillede tidligere i senior-karrieren for Viborg HK, Skive fH, Randers HK og franske OGC Nice Côte d'Azur Handball.
I 2013 var hun med til at vinde bronze medaljer ved VM i Serbien. Det var de første medaljer de danske kvinder havde vundet i ni år. Danmark slog Polen i bronzekampen 30-26.
Privat danner hun par med håndboldspilleren Marcus Mørk. Hun blev færdig som lærer på Skive Seminarium i 2014.

## Refrerencer
1. 1 2 3   Skive Folkeblad (25. december 2013). "Mørk og Schumacher nyder udsigten". Hentet 19. september 2013.
2. ↑  "Jane Schumacher udtaget til A-landsholdet". Skive Folkeblad. 5. marts 2013. Hentet 12. maj 2013.
3. ↑  Friis-Mortensen, Lars (31. marts 2016). "Officielt: Schumacher tager to år i Frankrig". TV 2. Hentet 18. april 2017.
4. ↑  "Forbandelsen er brudt: Danmark vinder bronze". sport.tv2.dk. TV2 Danmark. 22. december 2013. Hentet 5. marts 2025.